# Forma fechada (matemática)
Em matemática, uma expressão é dita ser uma expressão de forma fechada se, e somente se, pode ser expressa analiticamente em termos de um número delimitado de certas funções bem conhecidas. Tipicamente, estas bem conhecidas funções são definidas ser funções elementares - constantes, uma variável x, operações elementares de aritmética (+ – × ÷ –), raízes n-ésimas, exponenciais e logaritmos (os quais então também incluem funções trigonometricas e funções trigonometricas inversas).